# Cserjén
A Cserjén ismeretlen eredetű férfinév, lehet, hogy szláv névből származik, a jelentése ez esetben fekete.

## Gyakorisága
Az 1990-es években szórványos név, a 2000-es években nem szerepel a 100 leggyakoribb férfinév között.

## Névnapok
- október 25.[2]